# K7리그 화성
K7리그 화성(K7 League Hwaseong)은 대한민국 경기도 화성시에서 진행되는 축구 대회이다. 

## 역사
2017년에 '디비전 7 화성시리그'라는 이름으로 출범하였다. 2017시즌부터 6개 선수단이 참여하고있다.

## 시즌별 결과
| 시즌   | 권역 | 우승                 | 준우승           | 승격 | 비고 |
| ------ | ---- | -------------------- | ---------------- | ---- | ---- |
| 2017년 | 1개  |                      |                  |      |      |
| 2018년 | 1개  | 화성 정남 생활체육회 | 화성 일심 축구회 |      |      |
| 2019년 | 1개  |                      |                  |      |      |

## 같이 보기
- K7리그